# Comines-Warneton
Comines-Warneton (tiếng Hà Lan: Komen-Waasten)là một đô thị ở tỉnh Hainaut. Tại thời điểm ngày 1 tháng 1 năm 2006, Comines-Warneton có dân số 17.562 người. Tổng diện tích là 61,09 km² với mật độ dân số là 287 người trên mỗi km². Đô thị này gồm các làng Comines (tiếng Hà Lan: Komen – Comines cũng là tên của làng phía bên biên kia của biên giới Pháp-Bỉ), Comines-ten-Brielen, Warneton (tiếng Hà Lan: Waasten), Bas-Warneton (tiếng Hà Lan: Neer-Waasten), Ploegsteert và Le Bizet.
Đây là quê hương của Johannes Despauterius, Frank Vandenbroucke.